# 97 f.Kr.
| 97 f.Kr.           |
| ------------------ |
| Dødsfald - Fødsler |

## Født
Appius Claudius Pulcher